# حكاية حب (مسلسل)
حكاية حب (بالتركية: Bir Aşk Hikayesi)‏ هو مسلسل تركي لعام 2013 ، مقتبس من المسلسل التلفزيوني الكوري الجنوبي الشهير أنا آسف، أنا أحبك، تم بث المسلسل على FOX في 26 مارس 2013 إلى 14 يناير 2014.

## القصة
يرويالى كيف أدخلت فتاة إسمُها جيهان السعادة والأمل إلى حياة جود بعد سلسلة طويلة من الخيبات المتواصلة، وقد كان جود شاب وسيم يعيش حياة فقيرة في ألمانيا بعد أن تركه والداه وجيهان هي فتاة جميلة تعيش إسطنبول وتعمل مصممة أزياء لدى المغني عروة الذي لا يشعر بحب جيهان نحوه. وثم يعود جود إلى تركيا ويكتشف الحياة المرفهة التي تعيشها أمه الثرية بجابب أخوهُ المشهور، فيلتقي هناك بجيهان بعد استخدامها كفرد في خطته لتدمير حياه عروه وأمه فيقع في حبها.

## الممثلون
- سيجكين أوزديمير وألذي كان بطل مسلسل الوشاح الأحمر
- داملا سونمز
- ياماتش تيلي
- إلتشين سانجو
- زوهال أولجاى
- أسينا كيسكينتشي
- غونيش سايين
- أيشين سيزيريل
- أيبيرك بيكتشان
- هالدون ريسول أوغلو
- أوناي كايا
- فاتح دونميز

## روابط خارجية
- حكاية حب على موقع IMDb (الإنجليزية)
- حكاية حب على موقع كينوبويسك (الروسية)
- حكاية حب على موقع قاعدة بيانات الفيلم (الإنجليزية)